# شعب القظام (المفتاح)

تعديل مصدري - تعديل

شعب القظام هي إحدى قرى عزلة الجبر الاعلى بمديرية المفتاح التابعة لمحافظة حجة، بلغ تعداد سكانها 64 نسمة حسب تعداد اليمن لعام 2004.